# Clubiona sigillata
Clubiona sigillata är en spindelart som beskrevs av Lawrence 1952. Clubiona sigillata ingår i släktet Clubiona och familjen säckspindlar. Inga underarter finns listade i Catalogue of Life.